# Prostorová dělba práce
Prostorová dělba práce (nebo také územní dělba práce) je termín označující jednu z neomarxistických teorií, se kterou poprvé přišla Doreen Masey v roce 1984 v rámci svého díla Spatial Divisions of Labour: Social Structures and Geography of Production.

## Výklad

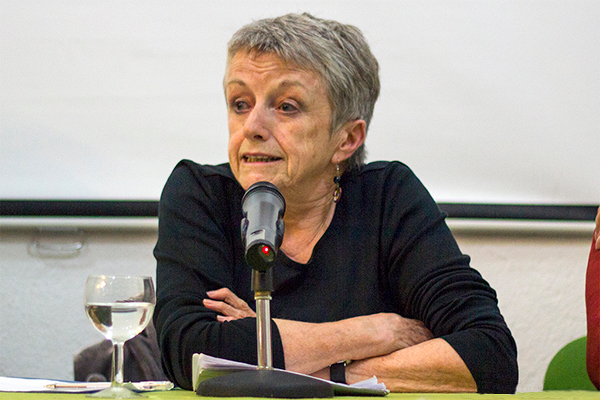
Britská geografka Doreen Massey, která poprvé přišla s termínem prostorové dělby práce.

Autorka Doreen Massey si vytkla za cíl své teorie propojit geografii průmyslu a trhu práce s širšími podmiňujícími společenskými strukturami a ukázat tak alternativní způsob chápání nerovnoměrného regionálního rozvoje. Ačkoliv pracuje s pojmy týkajícími se společenských tříd a vazeb mezi kapitálem a prací samotnou, tedy strukturami tradičního marxismu, její metody klasický strukturalismus překonávají.
„Územní dělby práce nechápe jako specializaci jednotlivých regionů na určité odvětví (např. specializace na strojírenství, oděvnictví atd.), ale jako funkční dělby mezi regiony v rámci odvětví (např. jiný region v rámci strojírenského průmyslu zajišťuje koncepční, strategické a vývojové činnosti, jiný vlastní výrobu atd.).“
Dle Massey je vznik regionálních diferenciací podřazen sociálním vztahům. Změna těchto vztahů vede k nové prostorové dělbě práce. Obměnu daných vztahů přináší například změna prostorových vztahů organizace ve výrobě. Firmy se pak často snaží vydělávat na regionálních rozdílech. Massey rozlišuje hierarchické úrovně výrobních a nevýrobních útvarů velkých firem a klade důraz na spojitosti mezi hierarchickým rozdělením regionů a továren v rámci společností.
Ve světových centrech se vyskytují nejvíce vedení firem, vývoj a výzkum. Na druhé straně v periferiích se nachází nejvíce výroba, kde hraje významnou roli nízká cena pracovní síly a někdy i environmentální podmínky. Přesun složek výrobního procesu podle hierarchické pozice regionu se jmenuje „nová mezinárodní dělba práce“.

## Klíčové typy dělby
Massey ve své práci pojednává o třech různých modelech postoje velkých firem k prostorovým odlišnostem regionů a využití těchto odlišností ke svému prospěchu. Tím navazuje na myšlenky Stephena Hymera (1972), který poukazuje na hierarchické vazby mezi lokalizací velkých firem a samotným regionem. Vyzdvihuje tak jakýsi proces návaznosti nově příchozí firmy na situování firem předchozích, které tak postupně vytvářejí socioekonomickou úroveň regionu a mají dopad na jeho atraktivitu. 
- První typ jsou firmy, které koncentrují všechny své složky (a to výrobní i nevýrobní) do jednoho regionu, tedy opomíjí rozdíly mezi regiony, ať už je přímo cíleně nevyhledávají, nebo pouze nevyužívají.
- Druhý typ strategie velkých firem je lokalizace složek do různých regionů na základě fáze výroby. Zde autorka teorie uvádí právě předpokládanou hierarchii, podle níž firmy postupují. Výzkum, vývoj a řídící složky jsou tak zpravidla napojeny na významné metropole. Výroba nejnovějších modelů je pak umístěna do regionů, co umožňuje kvalifikovanou pracovní sílu a technologie. Třetí složka bývá spojována s výrobou upřednostňující kvantitu, proto jsou pro ni vyhledávány regiony umožňující nízké vstupní náklady (pracovní síla, nájmy atd.).
- Třetí typ je popsán jako „klonový“ a vyznačuje se fungováním řídící složky a několika relativně nezávislých závodů, z nichž je každý schopen vyrobit kompletní produkt. Tyto pobočky pak nezřídka mají užší vazby na jiné firmy v regionu, ale jsou zranitelnější např. v případě krize, kdy pro firmu není existence některé z poboček nezbytná.

Autorka klade důraz na skutečnost, že uváděné typy nejsou ekvivalentem pro všechny možnosti fungování podniku a jeho využívání prostoru.